# Barnton (Cheshire)
Barnton est une paroisse civile et un village du Cheshire, en Angleterre.